# Sankt Goar-Oberwesel
Sankt Goar-Oberwesel é um Verbandsgemeinde (Associação Comunitária) no distrito  Rhein-Hunsrück, Renânia-Palatinado, Alemanha. Está situado na margem esquerda do  rio Reno, aproximadamente 30 km a sudeste de Koblenz. Sua sede fica em Oberwesel.
O Verbandsgemeinde de Sankt Goar-Oberwesel consiste dos seguintes Ortsgemeinden (Municípios locais):
1. Damscheid
2. Laudert
3. Niederburg
4. Oberwesel
5. Perscheid
6. Sankt Goar
7. Urbar
8. Wiebelsheim